# Ortygia (Syrakus)

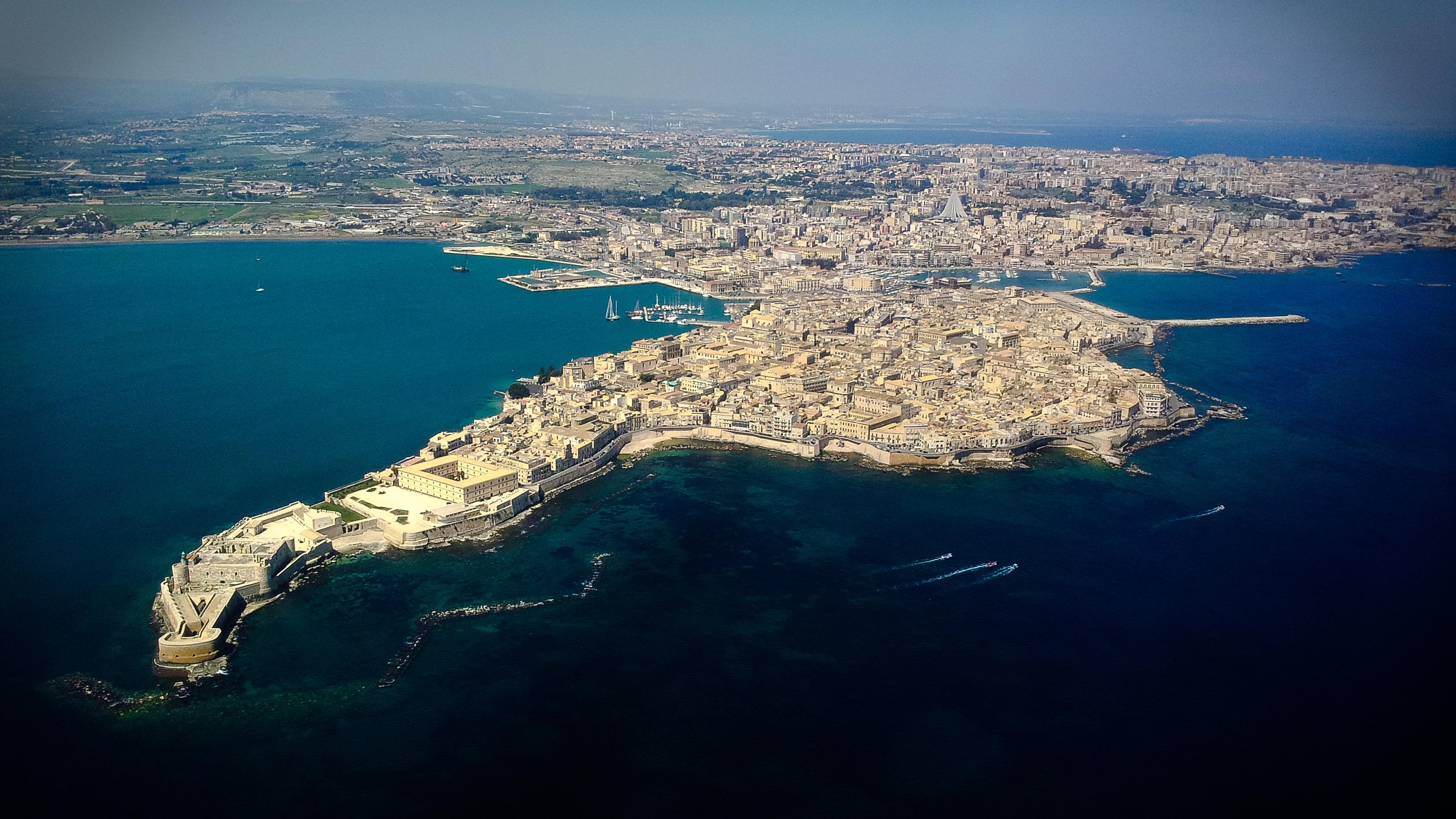
Ortygia

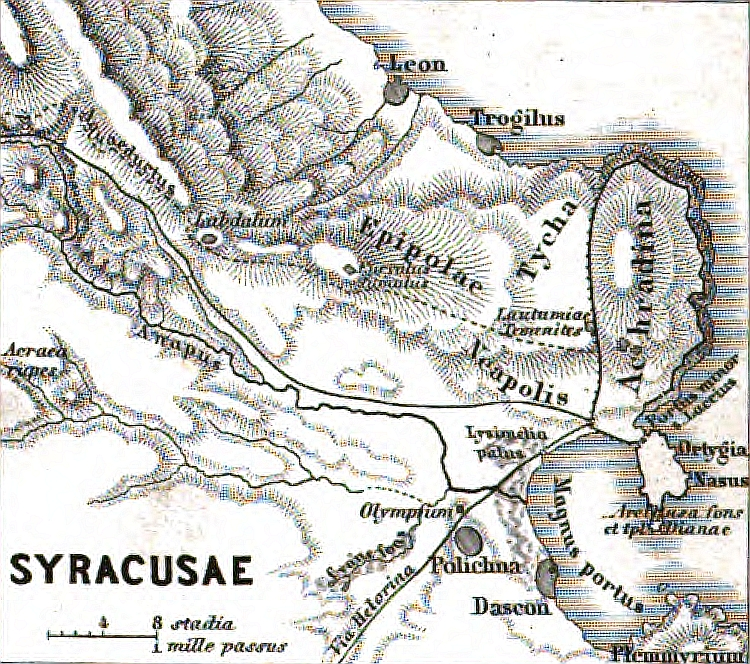
Ortygia rechts auf der Karte

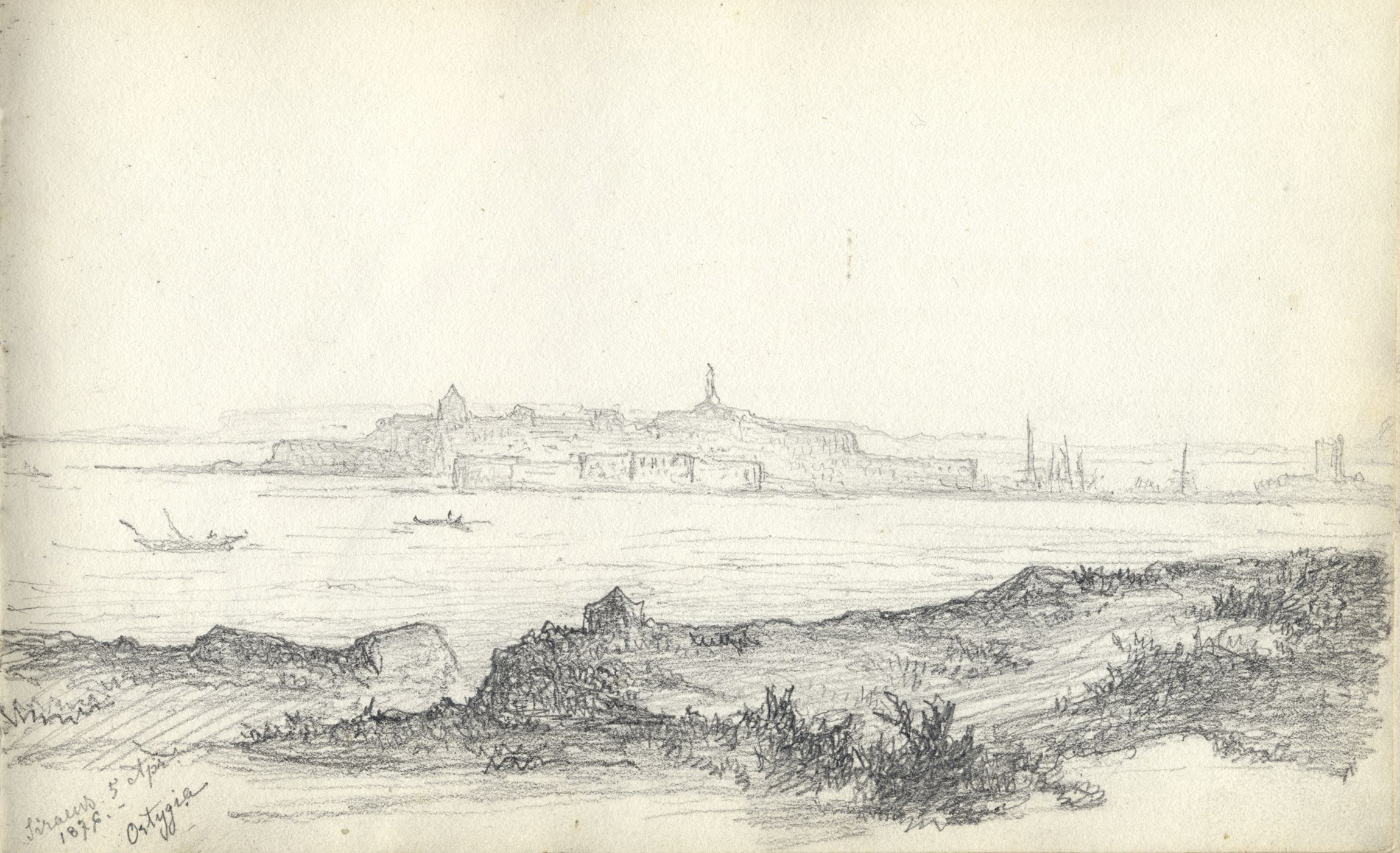
Anna Susanna Fries. Skizze 1876. Ortygia

Ortygia (ital. Ortigia; altgriechisch Ὀρτυγία) ist der Name einer kleinen Insel vor der Ostküste Siziliens, die das historische Zentrum der Stadt Syrakus bildet und nur durch eine wenige Meter breite Durchfahrt vom Festland getrennt ist. Sie bedeckt eine Fläche von knapp einem Quadratkilometer und hat rund 4.400 Einwohner (2018). Die aus Kalkstein bestehende Insel schließt die Bucht, die den natürlichen Hafen der Stadt bildet, nach Nordwesten hin ab und ist heute durch zwei Brücken mit der sizilianischen Hauptinsel und dem übrigen Gebiet Syrakus’ verbunden. Auch am nördlichen Ende der Insel, zum Ionischen Meer, befindet sich ein kleiner Hafen.
Der griechische Name der Insel (altgriechisch Ὀρτυγία ‚Wachtelinsel‘, zu ὄρτυξ ortyx, deutsch ‚Wachtel‘) ist ein Beiname der Göttin Artemis, die auf einer Insel dieses Namens geboren sein sollte. Meistens wurde die Insel Delos als dieser Ort identifiziert. Pausanias beschreibt die sizilianische Insel als mythischen Zufluchtsort der Nymphe Arethusa, die sich hier in eine Quelle verwandelt habe. Diese Quelle, Fonte Aretusa genannt, wird in einem 1847 gefassten Brunnen gezeigt.

## Geschichte
Erste spärliche Belege für menschliche Besiedlung Ortygias, die unter der Piazza del Duomo zum Vorschein kamen, stammen eventuell noch aus dem Neolithikum. Es handelt sich dabei um einige Splitter und Werkzeuge aus Obsidian, sowie ein am nahe gelegenen Palazzo Beneventano del Bosco entdecktes Keramikfragment eines Gefäßes geschlossener Form. Mehr und sicher datiertes Material stammt aus der frühen Bronzezeit und ist der Castelluccio-Kultur (ca. 2200–1500 v. Chr.) zuzurechnen. Funde aus der mittleren Bronzezeit, darunter Reste von Rundhütten aus dem 14. vorchristlichen Jahrhundert, zeigen enge Verbindungen zur Thapsos-Kultur (ca. 1450–1270 v. Chr.), die nach dem Fundort Thapsos benannt ist. Die Mitte des achten Jahrhunderts v. Chr. folgende Kolonisation durch Griechen, mutmaßlich aus Korinth, war nicht mit Gewalt verbunden, wenn man dem Bericht des Thukydides glaubt, nach dem die ursprünglichen sikelischen Bewohner die Insel zur Zeit der griechischen Besiedlung verließen und sich ins sizilianische Landesinnere zurückzogen. Die günstige Lage des Ortes beförderte den Aufstieg von Syrakus zur vorherrschenden Kolonie der sizilianischen Ostküste: Durch die Insellage galt der Ort als sicher, das Vorhandensein von Quellen garantierte die Trinkwasserversorgung, und die Bucht ermöglichte die Anlage eines sicheren Hafens. Schon in antiker Zeit wurde die Stadt durch einen Damm mit der sizilianischen Küste verbunden.
Bereits in griechischer Zeit bekleidete Ortygia die Rolle des politischen und administrativen Zentrums von Syrakus, die sie in der weiteren Geschichte der Stadt beibehielt. Auf der Insel befanden sich Residenzen der Herrscher der Stadt, so von Dionysios I. und Hieron II.
Vom Mittelalter bis ins 19. Jahrhundert war die Insel von gewaltigen Mauern umgeben, die sie zu einer stark bewehrten Festung machten.
Auf Ortygia befanden sich bis zum Erlass der spanischen Besetzer, der Krone von Aragonien ab dem Jahre 1298, eine jüdische Gemeinde mit etwa 5.000 Mitgliedern und zwölf Synagogen. Diese bewohnten vor allem das Viertel Giudecca (mittelalterliches ital. giudei zu dt. in etwa Juden). Einige der einst als Synagogen genutzten Gebäude sind heute zur Kirche umfunktioniert, wie beispielsweise die nun katholische Chiesa di San Filippo Apostolo nahe der Vicolo alla Giudecca, welche in ihren Kellergewölben noch immer eine Mikwe, ein jüdisches Tauchbad, enthält. Auch wurde im Jahre 1987 eine weitere Mikwe in Ortygia gefunden, die auf die Era des byzantinischen Reichs zurückdatiert wird.
In der zweiten Hälfte des 20. Jahrhunderts begann ein zunehmender Fortzug der Wohnbevölkerung von der Insel, der mit einem Anstieg der Kriminalität und einem gewissen Verfall einherging. Einer Reihe von städtischen Projekten gelang jedoch die Reurbanisierung durch Restaurierungsarbeiten und die Ansiedlung touristischer Infrastrukturen wie Hotels und einem Museum. Seit 1976 steht Ortygia durch ein Gesetz der sizilianischen Regionalversammlung unter Denkmalschutz.

## Heute

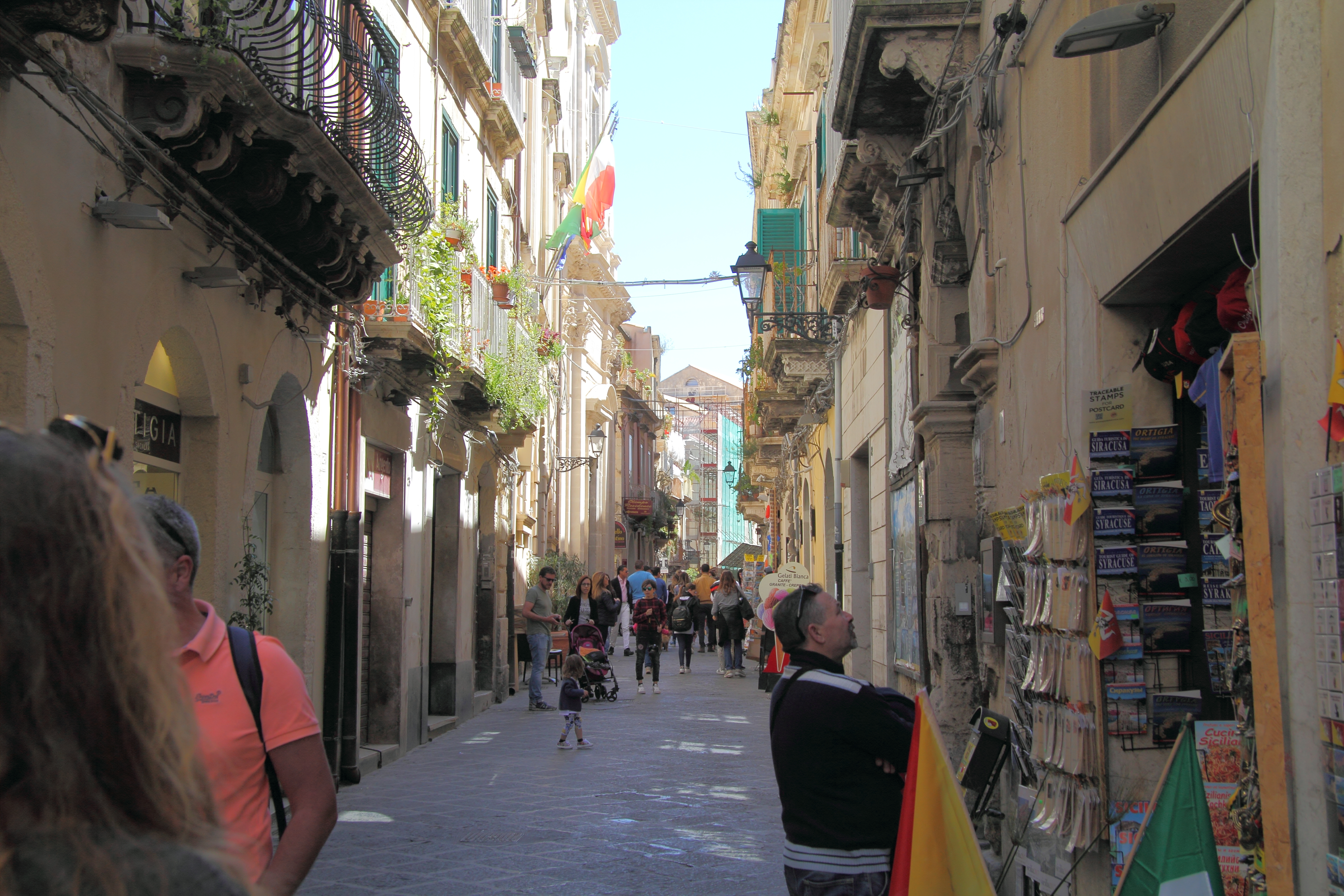
Altstadtgasse auf Ortigia (2017)

Durch den Rückgang der Inselbevölkerung Ortygias von 23.000 (1967) auf 4.400 (2018) ist die Insel heute vor allem bestimmt durch einen erhöhten Gebäudeleerstand. Die betroffenen Häuser werden teilweise dem Verfall überlassen oder stehen zum Verkauf. 
Auf der anderen Seite gibt es zur Tourismussaison auf Sizilien eine höhere Konzentration auf das Gastgewerbe, dadurch hat sich in Ortygia eine hohe Dichte an Restaurants, Souvenirshops, Kiosks, Vinotheken und Bars entwickelt. Viele dieser Gewerbe bleiben über die Wintersaison geschlossen.
Auf der Insel befinden sich neben den touristischen Sehenswürdigkeiten und Angeboten auch die Fakultät für Architektur der Universität Catania. sowie weitere Behörden- und Verwaltungsgebäude. Dadurch, dass das Inselinnere weitestgehend autofrei ist, versteht sich ein Großteil der Insel als reine Fußgängerzone.

## Stadtviertel Ortygias
Ortygia gliedert sich in folgende kleine historische Viertel:
- Graziella (siz. Razziedda)
- Bottari (Ùttari)
- Mastrarua (Masciarrò)
- Spirduta (Spidduta)
- Maestranza (Mascianza)
- Duomo (Domu)
- Giudecca (Jureca)
- Turba (Tubba)
- Castello Maniace (Casteddu)

## Wichtigste Sehenswürdigkeiten
- Castello Maniace (1232–1240)
- Apollontempel (6. Jh. v. Chr.)
- Dom (7. Jh., Fassade 1728)
- Museo Regionale di Palazzo Bellomo
- Fonte Aretusa
- Artemis-Brunnen (1906)
- Porta Urbica (6./5. Jh. v. Chr.)
- Palazzo del Vermexio, Sitz der Stadtverwaltung (1628–1632)
- Kirche San Martino
- Kirche Santa Lucia alla Badia
- Kirche Spirito Santo
- Palazzo Beneventano del Bosco (1779–1788)
- Palazzo Mergulese-Montalto

## Galerie

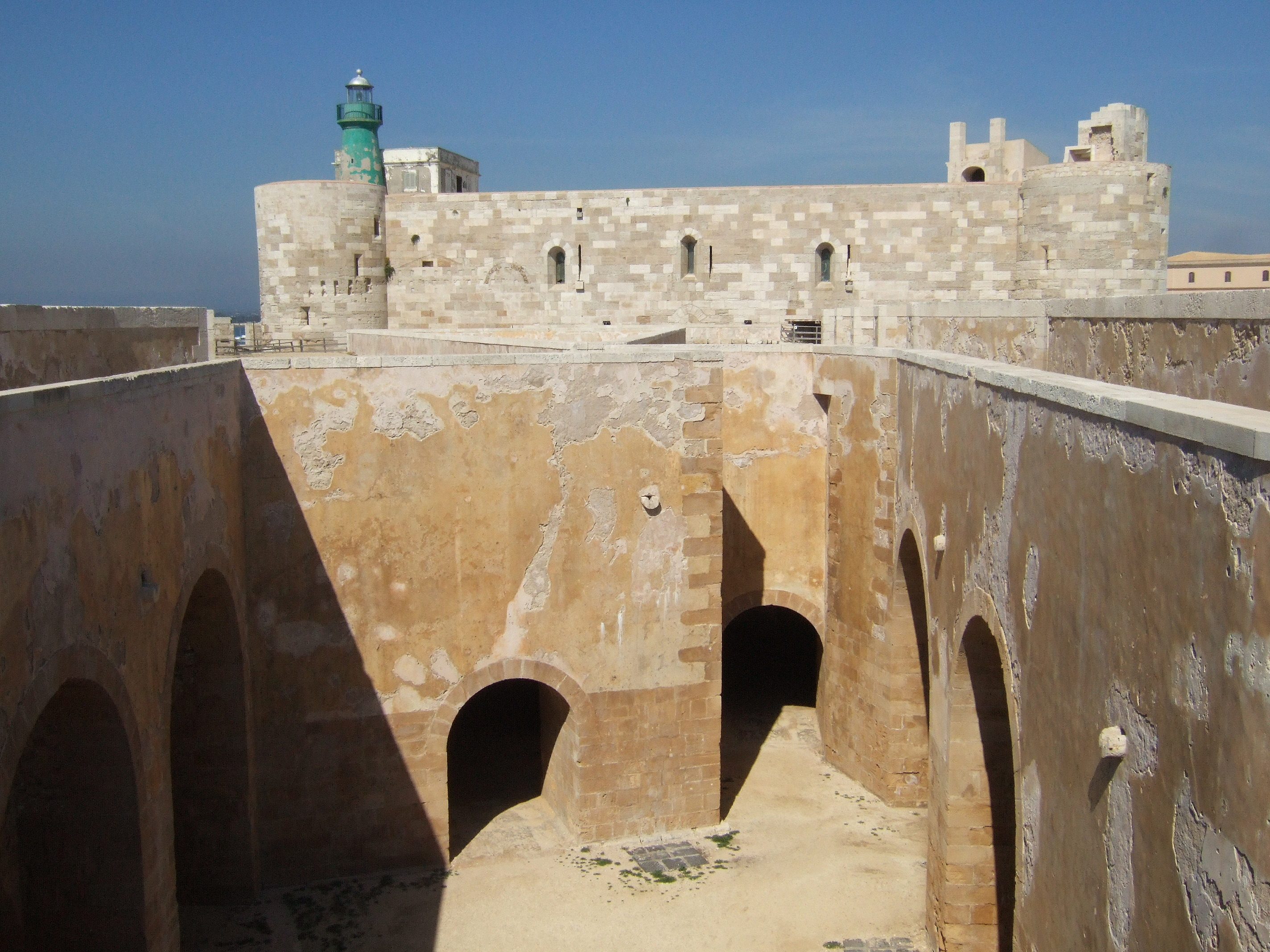
Castello Maniace
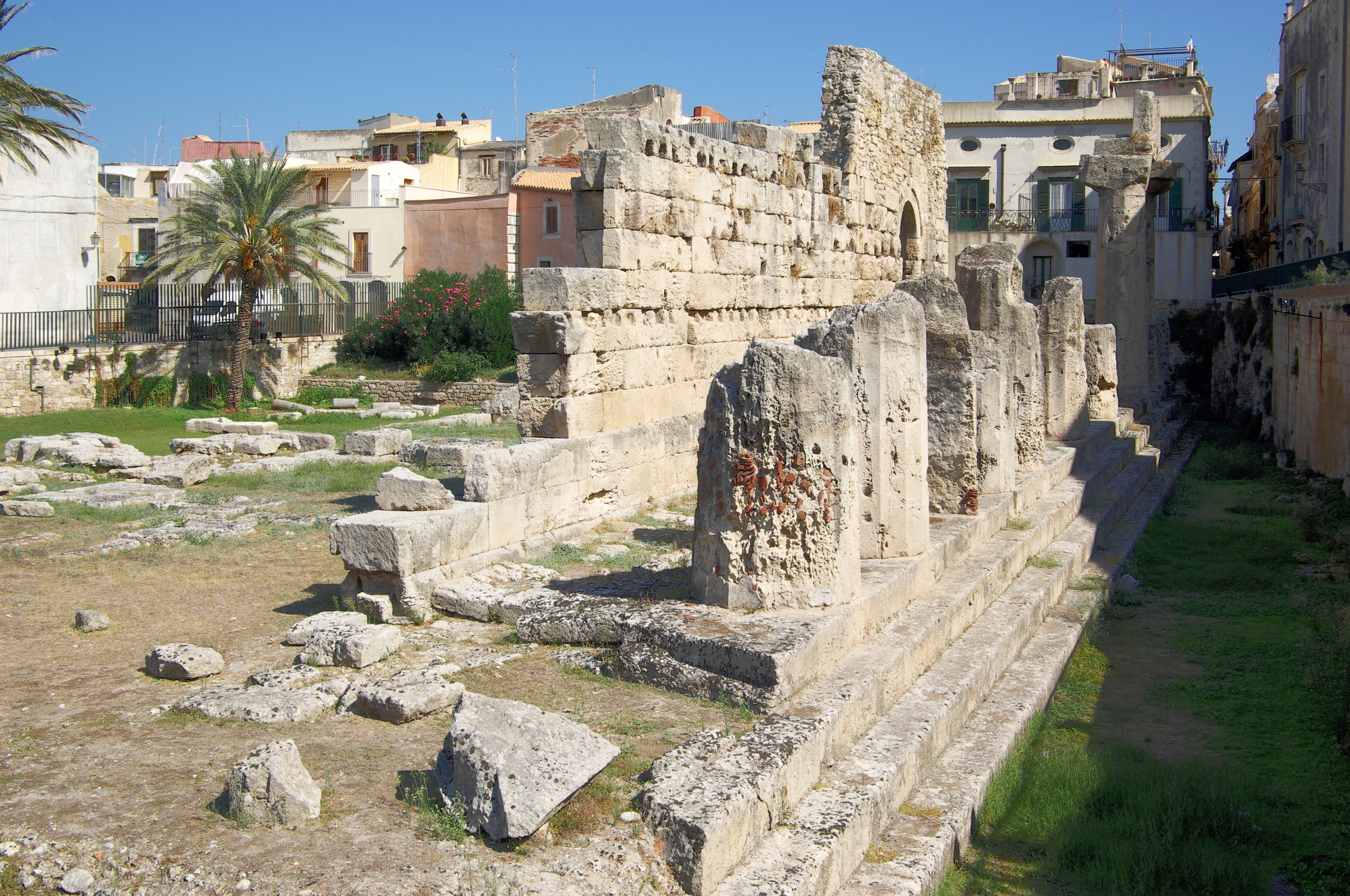
Apollon-Tempel
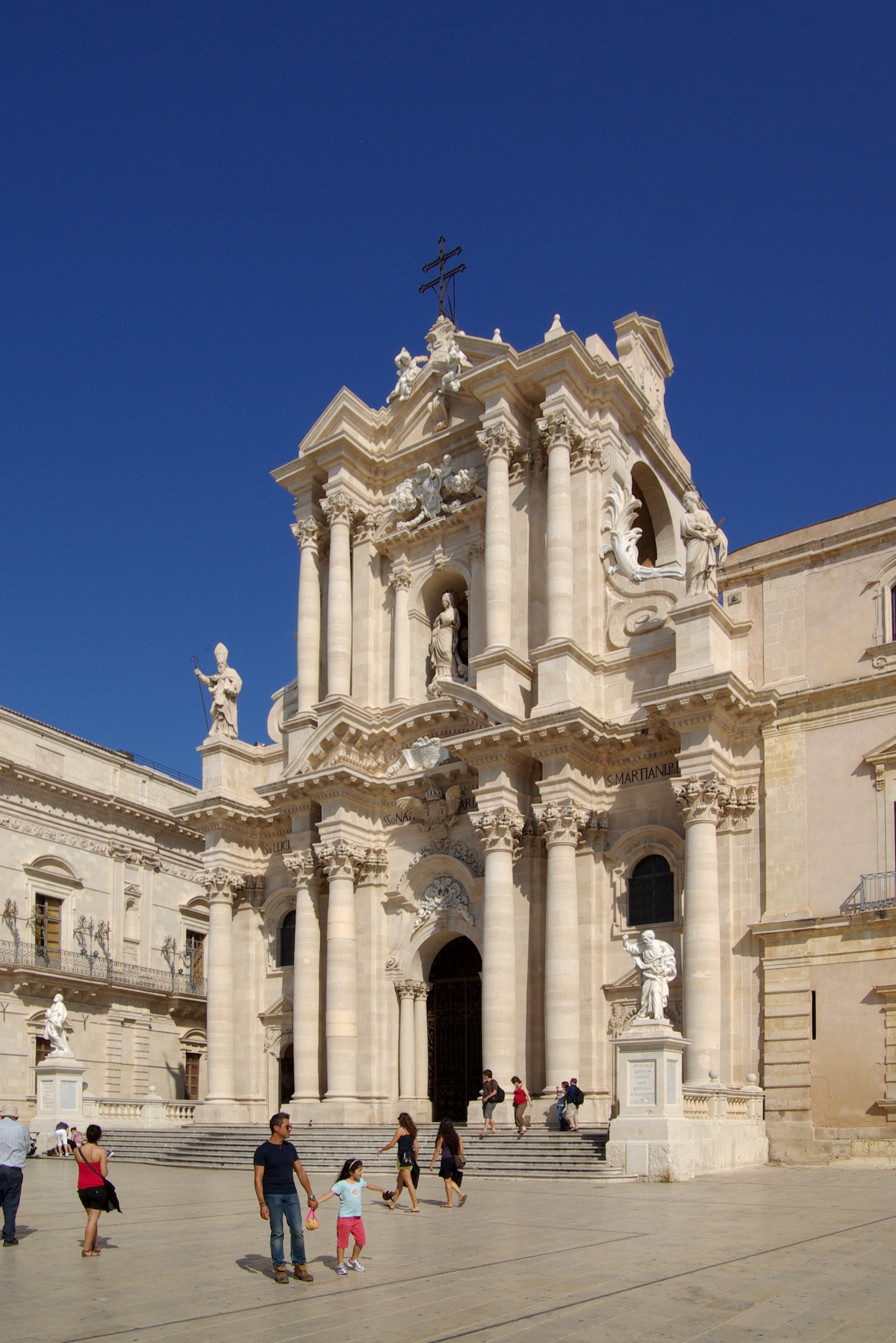
Kathedrale von Syrakus
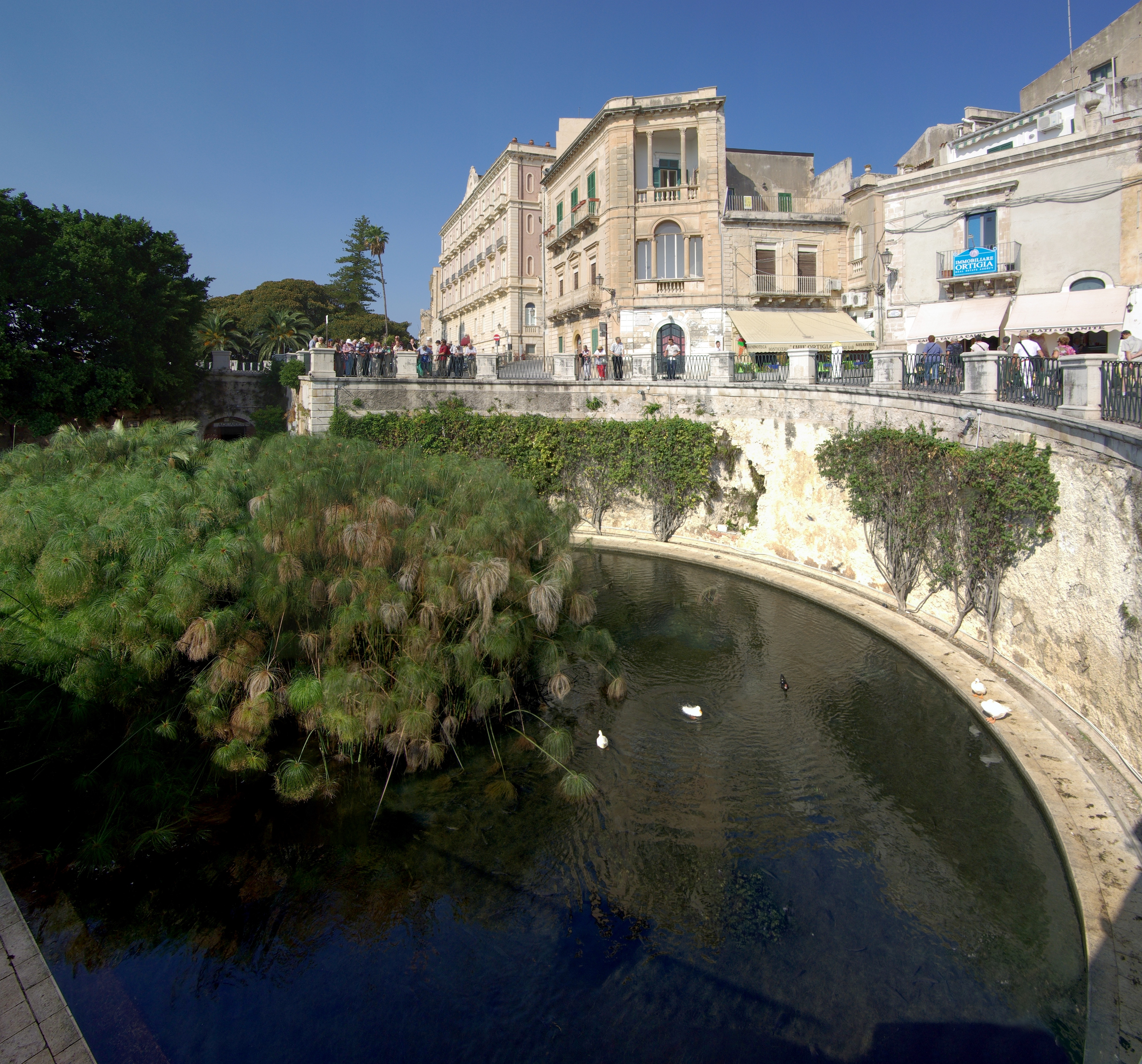
Fonte Aretusa
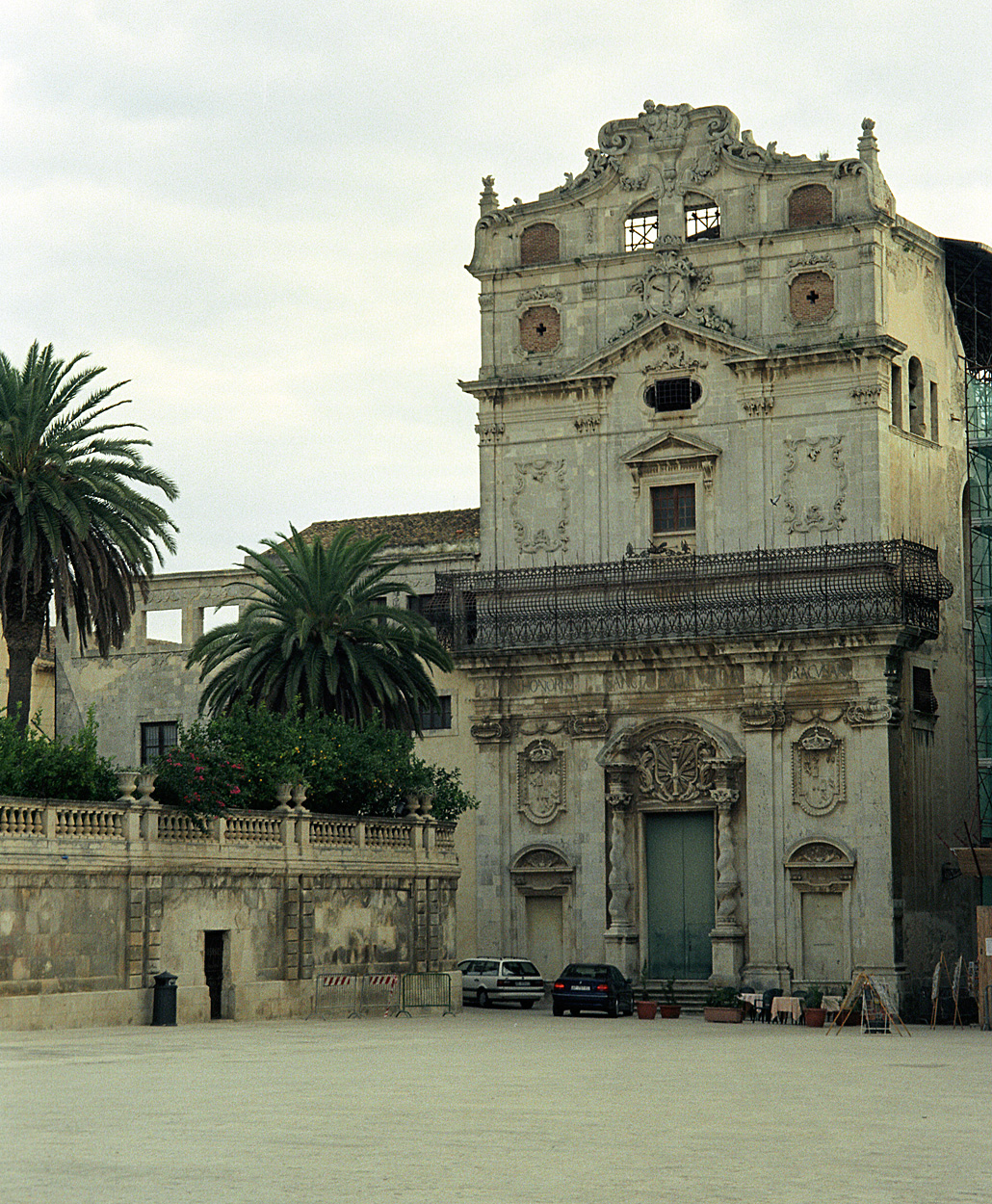
Kirche Santa Lucia alla Badia
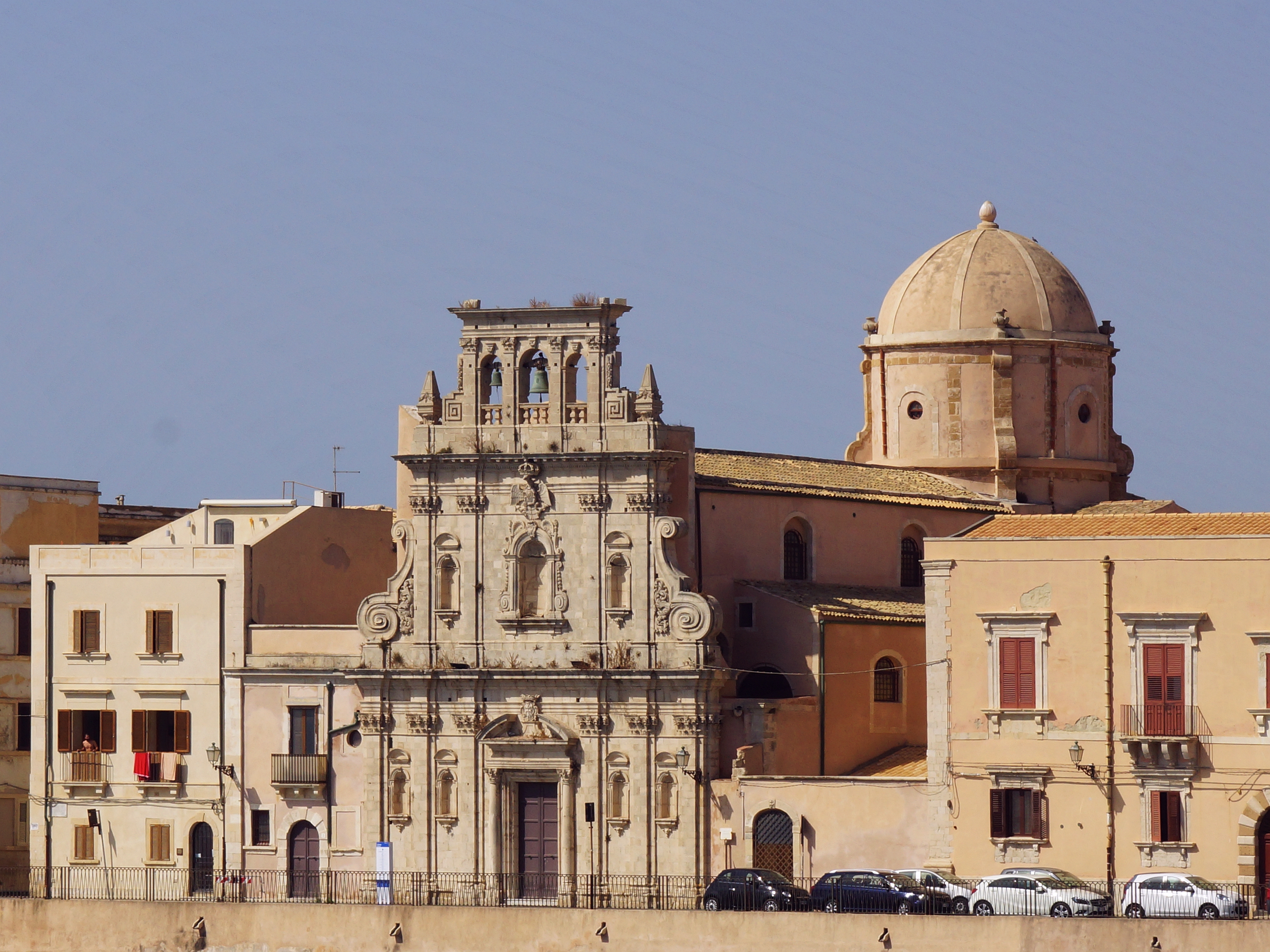
Chiesa dello Spirito Santo
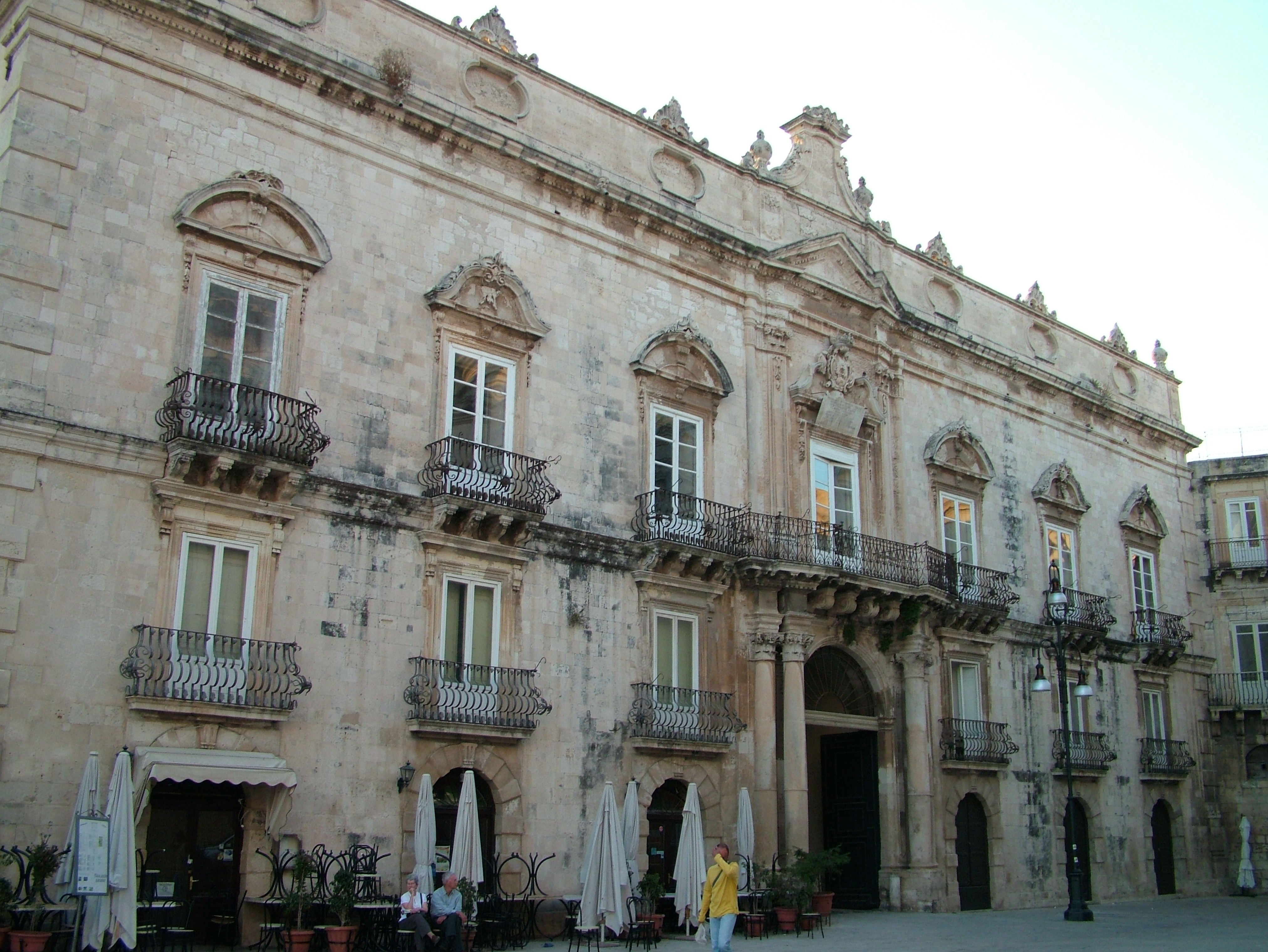
Palazzo Beneventano-Del Bosco